# Tormenta tropical Alex (2022)
La tormenta tropical Alex fue una fuerte tormenta tropical que provocó inundaciones repentinas en la región  occidental de la isla de Cuba y el sureste de Estados Unidos mientras se convertía en la primera tormenta nombrada de la Temporada de huracanes del Atlántico de 2022. Alex se originó en una amplia área de baja presión parcialmente relacionada con los restos del Huracán Agatha en el Pacífico oriental. El Centro Nacional de Huracanes (NHC) inició avisos sobre el potencial ciclón tropical uno sobre el este de la península de Yucatán el 2 de junio. La cizalladura del viento y el aire seco mantuvieron el sistema desorganizado hasta que cruzó Florida dos días después. Finalmente, el 5 de junio, el sistema se organizó lo suficiente y se denominó Alex mientras se encontraba al norte de las Islas Ábaco. Temprano el 6 de junio, los vientos de Alex se fortalecieron brevemente a 110 km/h (70 mph) en las cálidas aguas del Océano Atlántico. La tormenta trajo lluvia y fuertes vientos a las Bermudas antes de convertirse en un ciclón extratropical ese mismo día.
El disturbio precursor de Alex inundó calles y provocó numerosos cortes de energía en Florida. En Cuba provocó inundaciones y deslizamientos de tierra, que causaron la muerte de al menos cuatro personas, dañaron decenas de viviendas y cortaron el suministro eléctrico en varias zonas, informaron las autoridades.

## Historia meteorológica

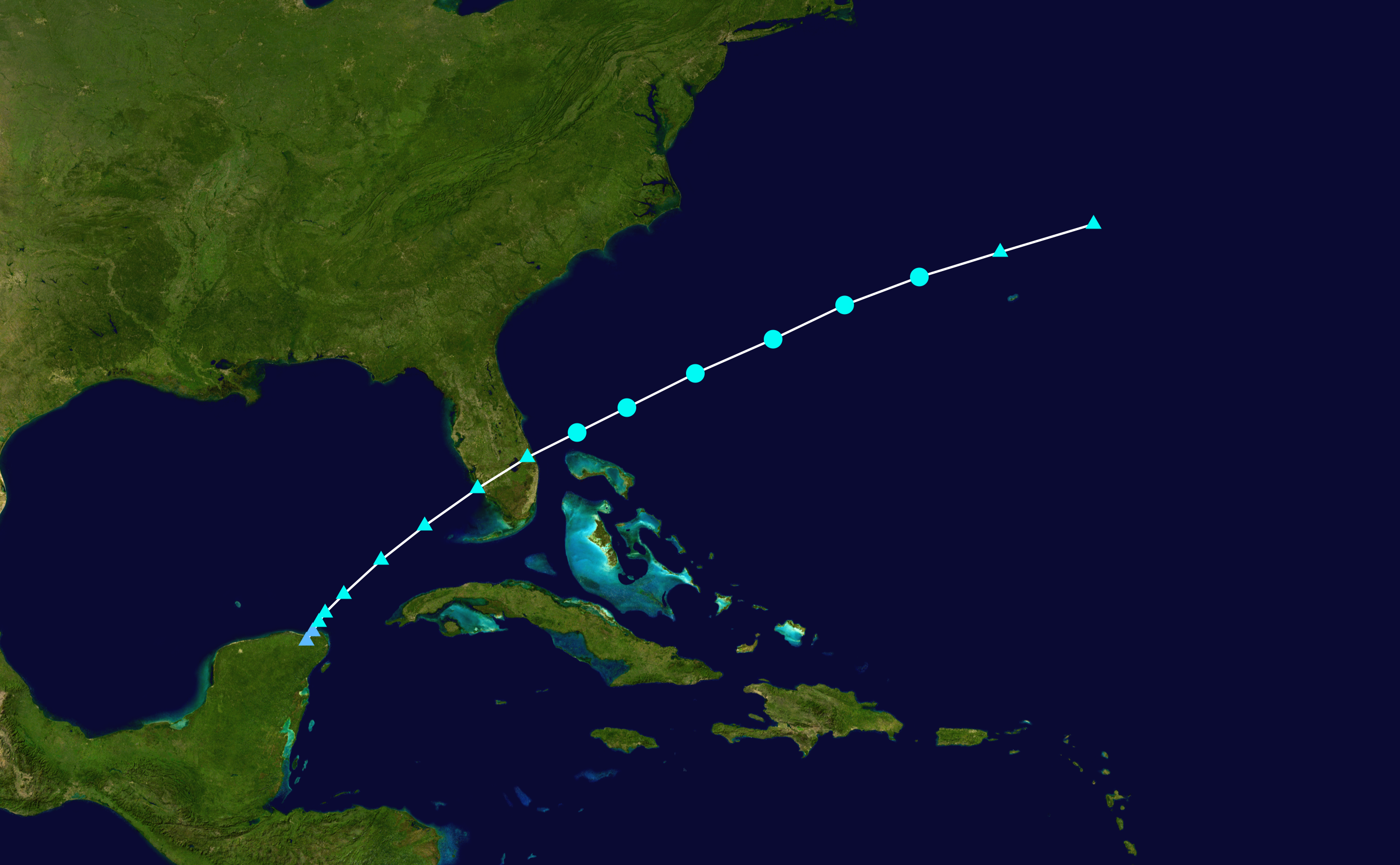
Mapa que traza la trayectoria y la intensidad de la tormenta, según la escala Saffir-Simpson

El 31 de mayo, se desarrolló una gran área de bajas presiónes cerca de la península de Yucatán, parcialmente relacionada con los remanentes de la cuenca del Pacífico del Huracán Agatha que interactuaban con una vaguada de nivel superior sobre el Golfo de México. La baja produjo una gran área de lluvias y tormentas eléctricas desorganizadas a medida que avanzaba por Yucatán durante los días siguientes. Debido a la posibilidad de que la perturbación se convierta en una depresión tropical o una tormenta tropical con impactos en partes de Florida y el oeste de Cuba, se designó como Ciclón tropical Potencial Uno el 2 de junio, mientras se ubicaba a unas 75 millas (120 km) al norte-noroeste de Cozumel, Quintana Roo, México. Alrededor de este tiempo, las observaciones de superficie y las imágenes satelitales notaron que el sistema permaneció desorganizado debido a la cizalladura del viento del suroeste, con una convección profunda desplazada del centro estimado.
Temprano al día siguiente, los cazadores de huracanes estimaron que el sistema estaba produciendo vientos con fuerza de tormenta tropical e informaron un cambio de viento en niveles bajos, pero no encontraron evidencia concluyente de una circulación cerrada. Los datos del dispersómetro a principios del 4 de junio indicaron que el sistema tenía una región alargada de vientos ligeros y aún carecía de un centro bien definido. Poco después de las 12:00 UTC, el sistema golpeó la costa oeste de Florida entre Cape Coral y Naples. Después de pasar al Atlántico más tarde el 4 de junio, la circulación del sistema se definió mejor.
A las 06:00 UTC del 5 de junio, la perturbación finalmente estableció un centro bien definido con suficiente convección y se fortaleció hasta convertirse en la Tormenta tropical Alex, aproximadamente a 165 millas (265 km) al este-sureste de Fort Pierce, Florida. El sistema arrastraba las cimas de nubes convectivas más frías con convección central de bajo nivel. Alex alcanzó su máxima intensidad con vientos de 110 km/h (70 mph) y una presión central mínima de 984 mbar. Después de alcanzar su punto máximo, se debilitó un poco y comenzó a verse menos tropical. A las 21:00 UTC del 6 de junio, la tormenta se había convertido por completo en un ciclón postropical mientras se movía rápidamente hacia el este-noreste sobre el océano abierto. El 10 y 11 de junio, la baja extratropical pasó entre Islandia y la costa norte del Reino Unido, cerca de las Islas Feroe. Luego, se debilitó rápidamente mientras avanzaba hacia Noruega, adonde llegó el 13 de junio.

## Preparativos e Impacto

### Cuba
Tras el inicio de avisos sobre potencial ciclón tropical uno a las 21:00 UTC del 2 de junio, el gobierno de Cuba emitió una alerta de tormenta tropical para las provincias de Artemisa, La Habana, Matanzas, Mayabeque y Pinar del Río, así como para la Isla de la Juventud. Fuertes lluvias cayeron en todo el oeste de Cuba mientras la tormenta en desarrollo avanzaba por el Golfo de México, incluido un total de 301 mm (11,9 pulgadas) de precipitación en 30 horas en Paso Real de San Diego, en Pinar del Río. El gobierno informó que hasta 4.480 personas habían sido desplazadas en la provincia. Las lluvias provocaron el desbordamiento del río Cuyaguateje, en lo que algunos antiguos vecinos de Camino Verde, en el municipio de Guane, describieron como la peor inundación desde el paso del huracán Alberto (1982). En La Habana, las lluvias provocaron 61 deslizamientos de tierra en los alrededores de La Habana. Allí, informó el gobierno, sesenta viviendas resultaron dañadas y 2.300 personas fueron evacuadas. En total, se reportaron cuatro muertes relacionadas con la tormenta en Cuba. Además, también causó más de 50,000 cortes de energía en todo el país.

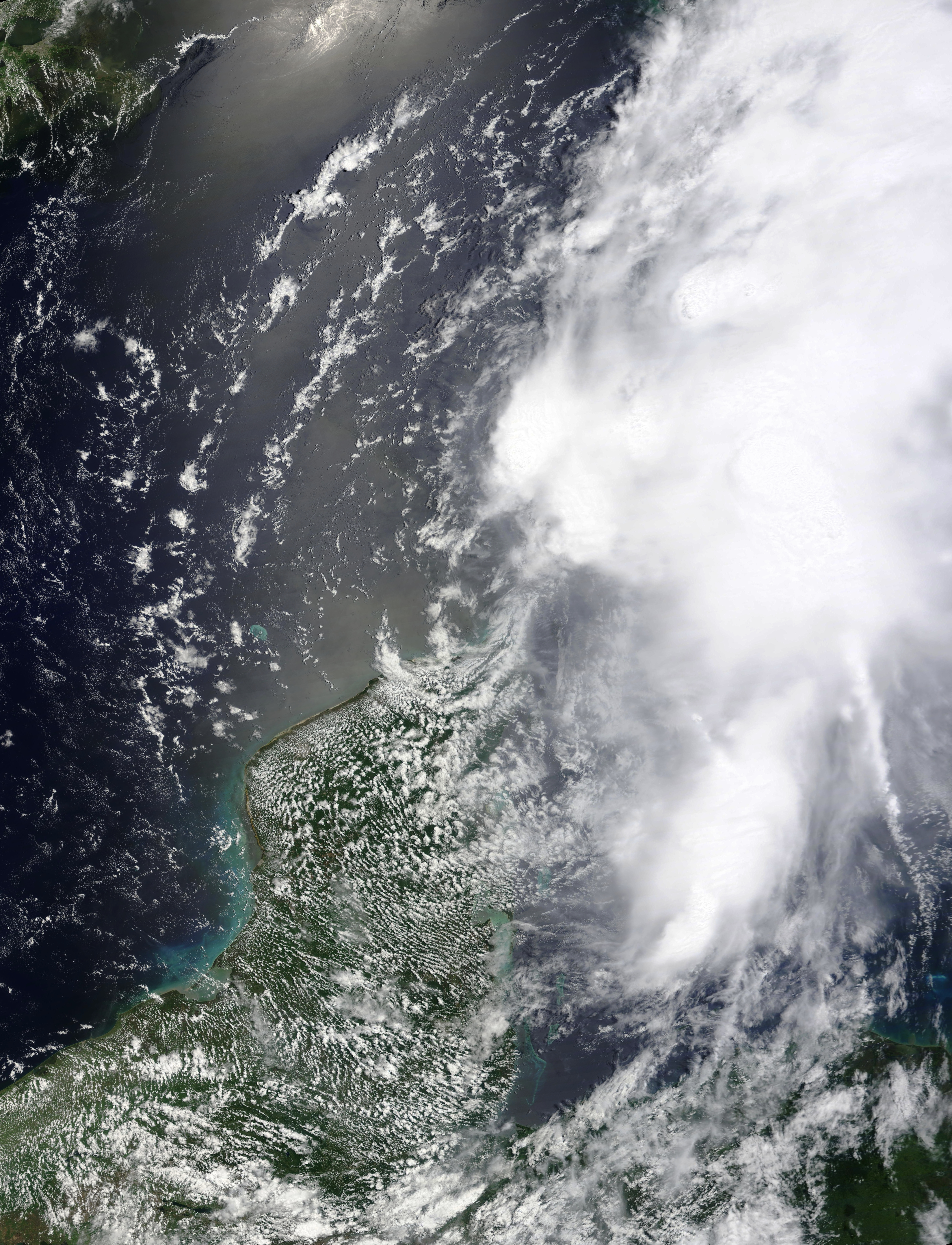
Ciclón Tropical Potencial Uno afectando el occidente de Cuba el 3 de junio de 2022.

### Florida
El NHC comenzó a publicar alertas de tormenta tropical para Florida, que abarcan la costa oeste del estado al sur de Longboat Key, la costa este desde la línea del Condado de Brevard-Volusia hacia el sur, el lago Okeechobee, la bahía de Florida y la totalidad de los Cayos de Florida. Además, partes del sur de Florida fueron puestas bajo advertencia de inundación repentina. Asimismo, el sur de la Florida también experimentó fuertes lluvias en asociación con el precursor de Alex. Varios lugares observaron al menos 250 mm (10 pulgadas) de precipitación, incluidos totales preliminares de 377 mm (14,85 pulgadas) en Hollywood, 376 mm (14,79 pulgadas) cerca de Margate, 323 mm (12,72 pulgadas) cerca de Biscayne Park, 280 mm (11,02 pulgadas) cerca de Palmetto Bay, y al menos 11 pulgadas (280 mm) en el centro de Miami. En consecuencia, se produjeron inundaciones en las calles del sur de Florida, especialmente desde el condado de Miami-Dade hasta el sur del condado de Palm Beach, lo que provocó el cierre de algunas carreteras y la parada de automóviles, lo que hizo necesario el rescate de varios automovilistas varados a través del Departamento de Bomberos de Miami-Dade. El precursor de Alex también generó ráfagas de viento con fuerza de tormenta tropical en el área metropolitana de Miami, lo que provocó 3.543 cortes de energía combinados en los condados de Condado de Broward y Miami-Dade. En Pompano Beach, los vientos derribaron un gran árbol sobre una casa móvil.

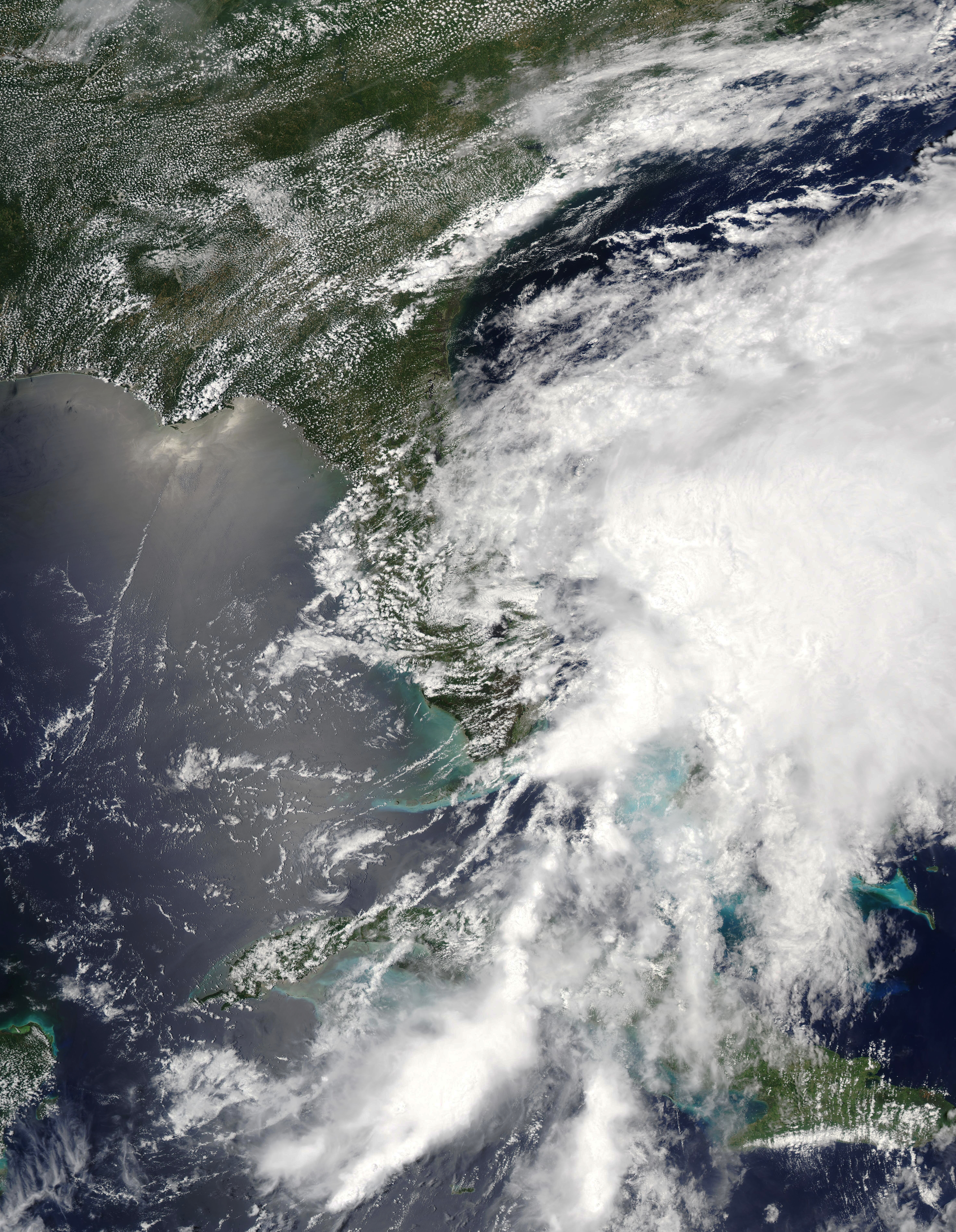
Potencial Ciclón Tropical Uno sobre el sur de Florida el 4 de junio de 2022.

### En otra parte
El Gobierno de las Bahamas emitió una alerta de tormenta tropical y luego una advertencia de tormenta tropical para sus islas del noroeste. El Servicio Meteorológico de las Bermudas emitió una alerta de tormenta tropical para las Bermudas, que se elevó a advertencia de tormenta tropical a medida que se acercaba el sistema.
Los restos de Alex amenazaron el norte del Reino Unido con vientos huracanados; Se registraron ráfagas de hasta 55 mph (90 km/h) junto con bandas de fuertes lluvias y tormentas eléctricas tanto allí como en las Islas Feroe. En las Tierras Altas de Escocia, el 10 de junio se informó de una ráfaga de viento de casi 82 mph (132 km/h) en Aonach Mòr. Además, vientos de 45 mph (70 km/h) azotaron la costa sur de Islandia cuando pasó el sistema.